# Egino Weinert
Egino Günter Weinert (* 3 de marzo de 1920 en  Schöneberg (Berlín) como Franz Stanislaus Günter Przybilski; † 4 de septiembre de  2012 en Frechen-Königsdorf) fue un orfebre, escultor y pintor de arte sacro alemán que produjo muebles y piezas artísticas para incontables iglesias alemanas y extranjeras. Trabajó en varias ocasiones para la Santa Sede, y algunos de sus trabajos pueden verse en la colección de arte religioso de los Museos Vaticanos
Cabe destacar que Weinert produjo la mayor parte de su obra únicamente con una mano, ya que en 1945 perdió la mano derecha. Esto le obligó a aprender y desarrollar nuevas técnicas de trabajo.

## Vida y Obra
A la edad de 14 años ingresó como estudiante en la Abadía de Münsterschwarzach cerca de Würzburg. Al ingresar en el monasterio eligió el nombre Egino mientras que en los años 30 su padre cambió su apellido de Przybilski a Weinert. Primero completó estudios comerciales para en 1937 formarse como restaurador, pintor y escultor. En 1941 se graduó como orfebre de oro y plata con distinción.
En 1941 fue arrestado y encarcelado en Würzburg al negarse a realizar el saludo nazi.
Durante la Segunda Guerra Mundial fue movilizado de 1941 a 1941 en la Marina de Guerra. Durante un permiso pudo realizar el examen de Maestro. Al volver al frente, fue juzgado y condenado a muerte por derrotismo. Escapó y tuvo que esconderse de los nazis desde entonces.
En 1945 regresó al monasterio y poco después perdió su mano derecha en un accidente eléctrico en casa de sus padres. Tardó más de un año en poder retomar su oficio.
En 1947 visitó a Ewald Jorzig, con el que había tenido contacto con anterioridad. El abad mandó a Weinert a estudiar a la escuela de oficios de Colonia. Allí aprendió Weinert las complejidades de las Artes y Oficios con los profesores Elisabeth Treskow, Josef Jaekel, Heinrich Hußmann y Friedrich Vordemberge. En 1949 fue expulsado del monasterio ya que volvió de la escuela con numerosos dibujos de desnudos femeninos y porque sus figuras sacras eran demasiado abstractas para los conservadores gustos benedictinos.
Tras la expulsión, Weinert montó su primer taller en Bonn y se casó con su mujer, Anneliese con quien más tarde tuvo cuatro hijos. Tras una breve temporada en Suiza, Weinert regresó a Bonn en 1954 y después estableció un estudio y taller en Colonia donde vivió hasta su muerte. Así mismo, en 1963 montó un segundo taller en Denia y más tarde una galería de arte en Königsdorf.
En sus talleres creó variedad de objetos sagrados como altares, tabernáculos, pilas de bautismo, ambones, cruces, vírgenes, cálices, lámparas, etc. en general para iglesias católicas alemanas y del extranjero. Su fama creció de modo internacional y trabajó para varios papas como Juan XXIII y Juan Pablo II.
La galería de arte alberga una exposición permanente de su obra y es la sede de la Fundación creada en 2007 y que lleva su nombre.
Tras la muerte de su primera esposa en 1985, Weinert se casó de nuevo con Waltraud Förster. 
Egino Weinert falleció el 4 de septiembre de 2012 a los 92 años de edad y está enterrado en el cementerio de Königsdorf.

### Obra
Los trabajos de Weinert están presentes en cientos de iglesias por ejemplo:
| Alemania - Iglesia de S. Froilán en Aachen (Tabernáculo de Esmalte, Crufifijo de Esmalte, Cruz de guía) - Iglesia del Corazón de Jesús en Aachen - Burtscheid (Cruz de Guía y Custodia) - Sta. Cunegunda en Bamberg (Vidrieras, Viacrucis) - S. Antonio en Berlen (Taufschale, Tabernáculo) - S. Matías en Berlen (Tabernáculo, Kreuze, Ambón) - Centro S. Lamberto en Berlen-Hakenfelde - Iglesia Parroquial Católica en Berngau bei Neumarkt (Opf.), Vidriera Mural "Vida de Jesús" - S. Nicolás en Birresborn (varios) - S. Sebastián en Bad Bodendorf - Iglesia de Emaús en Bonn, así como otras iglesias de la zona - S. Kolumban y S. Gallus en Bregenz (varios) - S. Jorge en Bremen (Antonius-Statue, Türbänder) - Iglesia del Castillo S. Maria de los Ángeles, Brühl (Rheenland) (Viacrucis, Taufbecken) - S. María, Corazón de Jesús, S. Willehard y la iglesia evangélica Petri en Cuxhaven - S. Otto en Erlangen - S. Antonio (Tebernáculo). - Asunción de María en Hamburg-Rahlstedt - S. Martenus en Koblenz (Gabelkreuz, Altar, Tabernáculo, Ambón) - S. Severo en Colonia-Lövenich - S. Nicolás en Colonia-Dünnwald (Portacirios, Viacrucis) - S. Juan Bautista en Colonia-Höhenhaus (Puerta, Portacirios) - Kreuzkirche (Rösrath-Kleeneichen) - S. Heenrich y Gunther en Hohenau (Niederbayern) - Mariä Heimsuchung (Untersteenach) en Untersteenach bei Stadtsteenach - S. Marten en Siensbach (Icono en Zellenschmelztechnik) - S. Simón y Judas Tadeo en Stöckelsberg (Tabernáculo, Ambón, Viacrucis) - Nueva Iglesia de S. Alejandro en Wallenhorst - Auferstehungskirche en Pirk (Landkreis Neustadt an der Waldnaab bei Weiden, Oberpfalz) | Extranjero - S. Pedro en Bieles, Luxemburgo - S. Jacobo en Roodt Suer, Luxemburgo - Capilla de la Nunciatura Apostólica en Copenhague, Dinamarca - Claustro de los Carmelitas en Hafnarfjörður, Islandia - Claustro de los Carmelitas en Aveiro (Portugal)\|Aveiro, Portugal - S.-Bigidenkirche en Danzig, Polen (Viacrucis Bronce) - S. Antonio y S. Johannes, Denia, España (varios) - Iglesia en Birkerod-Nordvanggaard, Dinarmaca - Iglesia en Tzenstechau, Polen (goldene Madonna, OsterPortacirios en Bronce) - Kapelle der Servitennen von Galeazza, Bologna, Italien |

También:
- Medalla Edith Stein, Auschwitz
- Placa de bronce para Edith Stein, Monte Carmelo, Israel
- Estatua de Edith Stein en la Iglesia de Sta. María de Düsseldorf-Garath.

### Otros
- Su hijo Egino Weinert jun. ha seguido los pasos de su padre como orfebre aunque no sólo de arte sacro.[6]
- Tres sellos de la Ciudad del Vaticano de 2001 muestran trabajos de E. Weinert[7]

## Libros
- Dr. Evamaria Kepper: Egino G. Weinert. Goldschmied, Maler, Bildhauer. Wege und Werke. Erinnerungen, Gespräche, Reflexionen, zusammengetragene Erzählungen. Sartura-Verlag, Solingen 2003, ISBN 3-000139-71-0
- Antonia Rolf: „Seine Zeit in deinen Händen“. Biographie des Goldschmiedemeisters, Malers und Bildhauers Egino G. Weinert. Egino G. Weinert Selbstverlag, Colonia 2000
- Anselm Grün: In Bildern das Geheimnis schauen. Mit Bildern von Egino Weinert durch das Kirchenjahr. Vier-Türme-Verlag, Münsterschwarzach 1996, ISBN 3-87868-564-5